# Алгабас (Кайындинский сельский округ)
Алгабас (каз. Алғабас) — село в Рыскуловском районе Жамбылской области Казахстана. Входит в состав Кайындинского сельского округа. Код КАТО — 315040200.

## Население
В 1999 году население села составляло 284 человека (145 мужчин и 139 женщин). По данным переписи 2009 года, в селе проживало 365 человек (182 мужчины и 183 женщины).